# آیفون مرا پیدا کن
آیفون من را پیدا کن (معروف به مک من را پیدا کن در مک‌اواس) یک برنامه و سرویس ارائه شده توسط شرکت اپل بود که امکان کنترل از راه دور دستگاه‌های آی‌اواس، رایانه‌های مکینتاش، اپل واچ و ایرپاید را فراهم می‌کرد. هر دو نرم‌افزار دوستان من را پیدا کن و آیفون من را پیدا کن در اپلیکیشن فایند مای در آی‌اواس ۱۳ و آی‌پداواس ۱۳ در سال ۲۰۱۹ ترکیب شدند.

## ویژگی‌ها
- انتشار صدا. باعث می‌شود دستگاه در بیشترین حالت، یک صدا پخش کند، اگر در حالت بی صدا قرار دارد صفحه نمایش فلش می‌زند.
- حالت گم شدن (آی‌اواس ۶ یا بعد از آن) – دستگاه را در حالت گم شده یا سرقت شده قرار دهید حتی اگر دارای رمز باشد اگر دستگاه آیفون باشد و شخصی آن را پیدا کند، می‌تواند با صاحب دستگاه مستقیماً تماس بگیرد.
- پاک کردن آی فون – به‌طور کامل تمام جزئیات و تنظیمات را پاک می‌کند. این قسمت وقتی مفید است که دستگاه شامل اطلاعات حساسی باشد ولی بعد از این فعالیت‌ها نتوان دستگاه را یافت.